# Hội đồng tuyển chọn, giám sát Thẩm phán quốc gia
Hội đồng tuyển chọn, giám sát Thẩm phán quốc gia ở Việt Nam có chức năng xem xét tuyển chọn người đủ tiêu chuẩn, điều kiện làm Thẩm phán và việc miễn nhiệm, cách chức Thẩm phán theo quy định của Luật Tổ chức Tòa án nhân dân năm 2014 để đề nghị Chánh án Tòa án nhân dân tối cao. Hội đồng tuyển chọn, giám sát Thẩm phán quốc gia gồm Chánh án Tòa án nhân dân tối cao, 1 Phó Chánh án Tòa án nhân dân tối cao, Chánh án Tòa án quân sự trung ương, các Chánh án Tòa án nhân dân cấp cao, 1 đại diện lãnh đạo Ủy ban Trung ương Mặt trận Tổ quốc Việt Nam, Văn phòng Chủ tịch nước, Bộ Tư pháp, Bộ Quốc phòng, Ban chấp hành Trung ương Hội luật gia Việt Nam. Chánh án Tòa án nhân dân tối cao là Chủ tịch Hội đồng tuyển chọn, giám sát Thẩm phán quốc gia. Danh sách Ủy viên Hội đồng tuyển chọn, giám sát Thẩm phán quốc gia do Ủy ban thường vụ Quốc hội quyết định theo đề nghị của Chánh án Tòa án nhân dân tối cao. Quy chế hoạt động của Hội đồng tuyển chọn, giám sát Thẩm phán quốc gia do Ủy ban thường vụ Quốc hội quy định theo đề nghị của Chánh án Tòa án nhân dân tối cao.

## Nhiệm vụ và quyền hạn
Nhiệm vụ, quyền hạn của Hội đồng tuyển chọn, giám sát Thẩm phán quốc gia gồm có:
1. Xem xét tuyển chọn người đủ tiêu chuẩn, điều kiện làm Thẩm phán để đề nghị Chánh án Tòa án nhân dân tối cao:
a) Trình Quốc hội phê chuẩn đề nghị bổ nhiệm Thẩm phán Tòa án nhân dân tối cao;
b) Trình Chủ tịch nước quyết định bổ nhiệm Thẩm phán các Tòa án khác.
2. Xem xét việc miễn nhiệm, cách chức Thẩm phán theo quy định của Luật Tổ chức Tòa án nhân dân năm 2014 để đề nghị Chánh án Tòa án nhân dân tối cao:
a) Trình Quốc hội phê chuẩn đề nghị miễn nhiệm, cách chức Thẩm phán Tòa án nhân dân tối cao;
b) Trình Chủ tịch nước quyết định miễn nhiệm, cách chức Thẩm phán các Tòa án khác.
3. Giám sát việc thực hiện nhiệm vụ, quyền hạn, đạo đức nghề nghiệp, quy tắc ứng xử, lối sống của Thẩm phán.